# Prosopistoma
Prosopistoma is een geslacht van haften (Ephemeroptera) uit de familie Prosopistomatidae.

## Soorten
Het geslacht Prosopistoma omvat de volgende soorten:
- Prosopistoma africanum
- Prosopistoma amanzamnyama
- Prosopistoma annamense
- Prosopistoma boreus
- Prosopistoma crassi
- Prosopistoma deguernei
- Prosopistoma funanense
- Prosopistoma indicum
- Prosopistoma lieftincki
- Prosopistoma mccaffertyi
- Prosopistoma olympus
- Prosopistoma orhanelicum
- Prosopistoma oronti
- Prosopistoma palawana
- Prosopistoma pearsonorum
- Prosopistoma pennigerum
- Prosopistoma sedlaceki
- Prosopistoma sinense
- Prosopistoma trispinum
- Prosopistoma unicolor
- Prosopistoma variegatum
- Prosopistoma wouterae